# Associazione aerospaziale brasiliana
L'Associazione spaziale brasiliana (AAB) (in portoghese Associação Aeroespacial Brasileira) è un ente non a scopo di lucro, fondato il 31 maggio 2004 a São José dos Campos, città che ospita ancora oggi la sede dell'associazione.
Le sue finalità sono la promozione e lo sviluppo dell'ingegneria, scienza e tecnologia aerospaziale. L'associazione è nata per iniziativa di gruppi di professionisti legati alle imprese aeree e aerospaziali del Brasile, e conta oggi 229 soci attivi nei vari campi del mondo aeronautico, militare e universitario.
Tra le attività dell'associazione c'è l'organizzazione di eventi scientifici e dibattiti sulle tematiche della ricerca aerospaziale e in particolare del programma spaziale brasiliano; l'associazione gestisce anche dei seminari educazionali, svolti in collaborazione con la Associação Brasileira de Cultura Aeroespacial.
La AAB pubblica il periodico Journal of Aerospace Engineering, Sciences and Applications (JAESA), di diffusione internazionale.